# Ngunja
Ngunja ist ein Verwaltungsbezirk (englisch Ward) des Distrikts Tandahimba in der tansanischen Region Mtwara.

## Geografie
Ngunja liegt im Südosten von Tansania etwa 40 Kilometer Luftlinie nordwestlich der Distrikthauptstadt Tandahimba und 80 Kilometer westlich der Regionshauptstadt Mtwara. Der Bezirk grenzt im Norden an Mkwiti, im Osten an die Region Lindi, im Südosten an den Bezirk Litehu, im Süden an Luagala, im Südwesten an Chiwonga und im Westen an Nambali. Bei der Volkszählung 2022 lebten 12.073 Menschen in 3511 Haushalten auf einer Fläche von 139 Quadratkilometern.

## Gliederung
Der Bezirk besteht aus sieben Gemeinden (Mtaa) mit 34 Orten (Kitongoji):
| Ngunja - Namwanya - Chimbuko - Muungano - Majengo - Namionga - Msikitini | Namindondi Juu - Mnonji - Mtunungwe - Kidongochekundu - Rahaleo - Mwembechai - Nangunde - Bonde Maji | Namindondi Chini - Juhudi - Pemba - Mahumbika | Mangombya - Kilimahewa - Mdimba - Zahanati - Jangwani - DDC | Nanjanga - Msiondoke - Bondeni - Miembeni - Jamhuri | Nannala - Miule - Juhudi - Mmova - Muungano - Majengo | Mkuti - Nambalanganda - Matapata - Mkola - Mdimba |

## Infrastruktur
- Bildung: Die Ngunja Secondary School ist eine staatliche weiterführende Schule, die Tagesschüler bis zur 4. Stufe ausbildet.[8]
- Gesundheit: In den Gemeinden Ngunja, Namindondi Chini und Mangombya gibt es je eine staatliche Apotheke.[9][10][11]